# 山崎太司
山﨑 太司（やまさき たいじ）は、日本の映像クリエイター。
プレミア・ピクチャーズ株式会社の代表取締役。

## 人物
青山学院大学経営学部卒。2006年1月 プレミア・ピクチャーズ株式会社を設立。

## 主な制作番組
- 市川海老蔵にござりまする
- 十三代目 市川團十郎にござりまする
- 成田屋にござりまする